# El cerebro de Spock (Star Trek: La serie original)
El cerebro de Spock es el primer episodio de la tercera temporada de Star Trek: La serie original, fue transmitido por primera vez el 20 de septiembre de 1968. Fue el primer episodio en ser transmitido después de que NBC movió a la serie desde las 20:30 a la noche del viernes a las 22:00. Fue repetido el 8 de julio de 1969. Es el episodio número 56 en ser transmitido y el número 61 en ser producido, fue escrito por Gene L. Coon (usando el seudónimo de Lee Cronin) y fue dirigido por Marc Daniels.
En la versión Bluray el título de este episodio en el audio en español es dado como El cerebro de Spock, el mismo utilizado aquí.
Resumen: Una extraterrestre de aspecto femenino se teletransporta a bordo de la nave y, después de incapacitar al resto de la tripulación, quita quirúrgicamente el cerebro de Spock. Kirk y su tripulación sólo tienen horas para localizar y reimplantar el cerebro de Spock antes de que su cuerpo muera.

## Trama
En la fecha estelar 5431.4, la nave estelar USS Enterprise, bajo el mando del capitán Kirk, se encuentra con una curiosa nave de inusual diseño. Al contactarla, la nave emite un rayo transportador y una misteriosa mujer aparece en el puente del Enterprise. Ella aturde a toda la tripulación usando un dispositivo semejante a un brazalete, luego examina a cada uno de los inconscientes tripulantes, tomando especial interés por Spock. De alguna forma le quita el cerebro y desaparece. Cuando la tripulación despierta, el dr. McCoy encuentra a Spock acostado en una cama de la enfermería y descubre lo que acaba de sucederle. Afortunadamente, gracias a la inusual fisiología de los vulcanianos, el cuerpo de Spock puede sobrevivir en este estado mecánico sin cerebro, dándole 24 horas al capitán Kirk para encontrar el cerebro robado.
Los sensores detectan la huella de iones dejada por la nave alienígena y Kirk la sigue al sistema Sigma Draconis. El sistema contiene tres planetas habitados: Sigma Draconis III, IV y VI, sin embargo se determina que los niveles de tecnología de cada mundo son incapaces de producir la clase de nave que el Enterprise ha estado siguiendo. Pero el sexto planeta, que no muestra signos de avance industrial, transmite radiaciones de energía que la teniente Uhura determina que son contradictorias con su avance tecnológico. Actuando por una intuición que le dice a Kirk que el planeta puede estar engañándolos, teletransporta una partida de desembarque a la superficie del planeta.
Sigma Draconis VI es un planeta agreste con clima de mediados de la Edad del Hielo, pero la partida de desembarque no tiene problemas al localizar a los habitantes locales, quienes los atacan apenas los ven, confundiéndolos con Los Otros. Kirk captura a uno de los atacantes y lo interroga. El hombre se identifica como un Morg y advierte a Kirk acerca de los dadores de dolor y placer. Kirk le pregunta a Morg acerca de las hembras de su especie dado que él no puede encontrar a ninguna, pero solo se encuentra con la sorpresa del hombre. Kirk le pide a los Morg que lo ayuden a encontrar a los otros, pero él se rehúsa y huye.
La partida de desembarco logra encontrar las ruinas de una ciudad enterrada: allí localizan un ascensor que los lleva bajo tierra. Kirk llama al Dr. McCoy para que baje del Enterprise, ya que ha logrado improvisar un dispositivo que opera a distancia al descerebrado cuerpo de Spock y hace que lo acompañe. El equipo se dirige hacia abajo y se encuentran con una mujer llamada Lumaa que trata de activar su brazalete, pero Kirk la aturde con su fáser. Cuando es interrogada, Luma demuestra la mentalidad de una niña.
Spock contacta con la partida de desembarque a través de un comunicador, pero antes de que algo se pueda hacer, Kirk y sus compañeros son aprehendidos por Kara, la misma mujer que apareció en el puente del Enterprise. Ella se identifica como la líder de los Eymorgs, las mujeres de los Morg. Las Eymorgs colocan cinturones a los miembros de la partida de desembarque que no pueden quitar, que les causan un intenso dolor. Kirk exige conocer lo que hicieron las Eynmorgs con el cerebro de Spock, pero la frustrada Kara le responde con una profunda pregunta filosófica: “Cerebro y cerebro, ¿qué es cerebro?”
McCoy le informa a Kirk que si todas las Eymorgs tienen tan baja inteligencia entonces ellas no hubieran sido capaces de quitarle el cerebro a Spock. Alguien o algo distinto debe estar detrás de todo esto.
La partida de desembarque logra dominar a sus guardias y sigue las instrucciones de Spock hacia el controlador central que en realidad es su cerebro mantenido vivo en una caja negra que está fijada a un panel de control. Allí, encuentran a Kara quien de inmediato inmoviliza al equipo usando los cinturones de dolor. Kirk usa el control remoto para guiar al cuerpo de Spock y capturar la muñeca de Kara y presionar el botón de liberación en su brazalete. Una vez liberados del dolor, Kirk escucha al cerebro de Spock vía el comunicador.
Se dan cuenta de que ahora Spock es el Controlador - un computador viviente que las Eymorgs esperan que dure 10.000 años. Spock dice que opera los sistemas de energía del planeta, moviendo el aire, haciendo funcionar las plantas de calefacción y bombeando el agua - todas las funciones que necesitan una inteligencia superior para la regulación de un sistema de soporte vital de dimensiones planetarias. También les informa que las Eymorgs pueden obtener conocimiento de forma temporal usando una máquina llamada el Gran Profesor, hacia donde son llevados por Kara.
Kirk fuerza a Kara a usar el Profesor, esperando que les enseñará las técnicas necesarias para reimplantar el cerebro de Spock. Después de usar la máquina para aumentar su inteligencia, Kara usa un fáser para amenazar a Kirk. El sr. Scott simula desvanecerse y Kirk usa la distracción para apoderarse del fáser que está usando Kara.
McCoy usa al Profesor en sí mismo y descubre cómo llevar a cabo una reimplantación de cerebro en Spock. McCoy lleva a cabo la cirugía y casi logra terminarla dentro del límite de tres horas que dura el implante realizado por el Profesor. Spock proporciona ayuda para la operación después de que McCoy logra restablecer su capacidad para comunicarse verbalmente.
Sin su controlador, las Eymorgs temen por su existencia. Kirk le informa a Kara que las Eymorgs tendrán que arriesgarse a vivir en la superficie y convivir con los Morgs. Sugiere que las dos sociedades pueden compartir el dispositivo conocido como el Profesor y aprender a vivir juntos. Kara no queda muy entusiasmada por el proyecto, pero Kirk les ofrece ayuda.

## Remasterización del aniversario de los 40 años
Este episodio fue remasterizado en el año 2006 y fue transmitido por primera vez el 9 de junio de 2007 como parte de la remasterización por el aniversario de los 40 años de la serie original. Fue precedido una semana antes por la versión remasterizada de Pan y circo y seguido una semana más tarde por la versión remasterizada de Los hijastros de Platón. Además del audio y video remasterizado, y todas las animaciones de la USS Enterprise realizadas por CGI que es el estándar de todas las revisiones, los cambios específicos para este episodio son:
- La nave impulsada por iones que se encuentra con el Enterprise fue rediseñada tridimensionalmente para reflejar los conceptos más actuales de una propulsión basadas en iones.
- El planeta Sigma Draconis VI recibió una apariencia más realista con la mayor parte de su superficie cubierta por hielo.
- La toma de la teletransportación de la partida de desembarque a la superficie del planeta fue mejorada con un nuevo telón de fondo mate digital que muestra montañas cubiertas por glaciares.

## Recepción
El episodio es visto por los aficionados y por aquellos que tomaron parte en su producción, como uno de los peores episodios de la serie. En sus memorias Star Trek: Memories, William Shatner lo recuerda como uno de los peores episodios de la serie – en la autobiografía completa titulada Up Till Now (en castellano: Hasta Ahora), él llama la trama del episodio un tributo a los ejecutivos de la NBC que recortaron el presupuesto de la serie y que la colocaron en una mala franja horaria. Leonard Nimoy, en su libro de 1995 I am Spock (en castellano: Yo soy Spock), escribe que francamente durante toda la filmación de este episodio, estuve avergonzado - un sentimiento que tuve muchas veces durante la temporada final de Star Trek.
A pesar de la negativa reputación del episodio, fue incluido en la compilación Best Of Star Trek (en castellano: Lo mejor de Star Trek) de iTunes.

## Producción
El coproductor de Star Trek Robert H. Justman recordó en el libro Inside Star Trek The Real Story (en castellano: Al interior de la real historia de Star Trek), que él fue la persona que sugirió que el cerebro de Spock, después de ser rescatado por la tripulación del Enterprise, fuera el que tomara el control de la cirugía de manos del dr. McCoy y que le diera las instrucciones para que pudiera reinsertar el cerebro de Spock en su cráneo.